# نفوذ نامتعارف

میانگین مجذور جابجایی نفوذ نامتعارف و پخش عادی

نفوذ نامتعارف (به انگلیسی: Anomalous diffusion) به پدیده‌ای گفته می‌شود، که در آن نفوذ یا انتشار ذرات از رابطه نفوذ عادی تبعیت نمی‌کند. در فرایند نفوذ عادی ذره‌ات، فاصله گام‌هایی که ذره در جهت‌های مختلف انجام می‌دهد یکسان در نظر گرفته می‌شود در این حالت میانگین مجذور جابجایی ذرات <Δx2> با زمان رابطه خطی دارد.
< x2 > = 2Dt
در برخی شرایط طول گام‌ها یکسان نیست یعنی بعضی ذرات در مدت زمان کوتاه فاصله طولانی (γ>۱) یا در مدت زمان طولانی فاصله بسیار کمی(γ<۱) را طی می‌کنند. این نوع نفوذ را نفوذ یا انتشار غیرعادی می‌نامیم که در آن میانگین مجذور فاصله طی شده توسط ذرات با زمان رابطه غیر خطی دارد:
< x2 > ∝ Dtγ
نفوذ غیرعادی دارای دو حالت زیر نفوذ و اَبَر نفوذ می یاشد.

## زیر نفوذ
زیر نفوذ حالتی است که در آن ذرات در مدت زمان بسیار طولانی فاصله بسیار کوتاهی را طی می‌کنند. این حالت بیشتر زمانی رخ می‌دهد که ذرات در درون تله‌ها یا حفره‌هایی گرفتار شده باشند. در این حالت مقدار γ همواره کوچکتر از یک است. بیشتر نمونه‌های رفتار زیر نفوذی از علم آب شناسی به دست آمده‌است در سال ۲۰۰۰ جیمز کرچنر و همکارانش در دانشگاه کالیفرنیا نشان دادند که در نتیجه به دام افتادگی ذرات، مدت زمان انتشار آلاینده‌ها در آب‌های زیر زمینی بسیار طولانی‌تر از زمان مورد انتظار در نفوذ عادی است. در اینجا مناطق راکد با سرعت صفر (مانند کانال‌های انشعابی انحراف یافته از جریان اصلی) نقش تله را دارند. بنابراین با اصلاح معادله نفوذ محققان می‌توانند در این باره که آلودگی‌های حوادث زیست‌محیطی تا چه مدت در مکان خاصی باقی می‌مانند، تحقیق کنند.
علم زیست‌شناسی نیز شامل تعدادهای زیادی از پدیده‌های زیر نفوذی می‌باشد. مثل حرکت پروتئین‌ها در عرض غشای سلول‌ها. اخیراً آزمایشهایی انجام شده که در آن‌ها حرکت یک مولکول پروتئین از طریق فیلمبرداری فلورسانس مولکولی ردیابی شده‌است. این تصاویر نشان می‌دهد که مولکول‌ها به‌طور غیرعادی زمان نسبتاً زیادی را بین تله‌هایی در حد نانومتر درون غشا، صرف می‌کنند
علم زیست‌شناسی نیز شامل تعدادهای زیادی از پدیده‌های زیر نفوذی می‌باشد. مثل حرکت پروتئین‌ها در عرض غشای سلول‌ها. اخیراً آزمایشهایی انجام شده که در آن‌ها حرکت یک مولکول پروتئین از طریق فیلمبرداری فلورسانس مولکولی ردیابی شده‌است. این تصاویر نشان می‌دهد که مولکول‌ها به‌طور غیرعادی زمان نسبتاً زیادی را بین تله‌هایی در حد نانومتر درون غشا، صرف می‌کنند.

## اَبَر نفوذ
نوع دیگری از نفوذ غیرعادی ممکن است اتفاق بیفتد که در آن ذره طی مدت زمان کوتاهی فاصله‌های طولانی را بدون تغییر جهت طی می‌کند. در این حالت طول و زمان طی گام‌ها هر دو دارای توزیع گسترده‌ای هستند. در این فرایند میانگین مجذور جابجایی با سرعت بیشتری نسبت به نفوذ عادی رشد می‌کند و مقدار γ بین یک و دو می‌باشد. حرکت مرغان دریایی مثالی از این فرایند است. این پرندگان با سرعت تقریباً ثابت و توزیع گسترده‌ای از زمان بین تغییر جهت‌های خود حرکت می‌کنند که منجر به ایجاد مسیرهای مستقیم طولانی می‌شود. بر خلاف نفوذ عادی که در آن ممکن است یک مکان توسط ذره چندین بار بازدید شود، در این نوع حرکت، ذره مستقیماً و بدون توقف در مسیری طولانی به مکانی دیگر منتقل می‌شود. این نوع حرکت در انتقال ذرات در جریان‌های تند نیز مشاهده می‌شود. در آزمایشی که در سال ۱۹۹۴ توسط گروه هری سوینی در دانشگاه تگزاسِ آوستین انجام شد، حرکات ذرات در تانک‌های حلقوی که با سرعت زیاد در حال چرخش هستند، مورد بررسی قرار گرفت و مشخص شد که حرکت این ذرات از نوع ابرنفوذی می‌باشد؛ که این موفقیت دانشمندان را در درک اینکه چگونه ذرات ریزی مثل آلوده کننده‌ها در دریا یا جو زمین منتشر می‌شوند، راهنمایی کرد.